# كنيس عدلي
| شعار هشامايم                                           | شعار هشامايم                                  |
| ------------------------------------------------------ | --------------------------------------------- |
| ملف:Shaar1.JPG كنيس بوابة السماء في شارع عدلي بالقاهرة |                                               |
| عن الأثر                                               |                                               |
| زمن الإنشاء                                            | 1905                                          |
| نوع الأثر                                              | كنيس                                          |
| الطائفة                                                | سفرديم                                        |
| الموقع                                                 | وسط البلد - شارع عدلي (المغربي سابقا) القاهرة |
| الوضع الحالي للأثر                                     | يستخدم لإقامة بعض الصلوات، وكمزار سياحي       |
| ملاحظات                                                | الكنيس الوحيد الذي يعمل في القاهرة            |

كنيس عدلي أو معبد عدلي أو شعار هاشامايم ب (العبرية) בית כנסת שער השמיים هو كنيس (معبد) للديانة اليهودية في القاهرة، مصر. ويعني «بوابة السماء» أو «بوابة الجنة»، وعرف أيضا «بمعبد الإسماعيلية».
الكنيس الموجود بشارع عدلي (شارع المغربي سابقا)، يعد من أفخم معابد القاهرة اليهودية، وإن كان من أحدثها بناء أيضا، فقد بني في بدايات القرن العشرين (1905 م) برعاية عدة عائلات يهودية أرستقراطية على رأسها عائلة موصيري.
ولا تزال بداخل الكنيس لوحة تضم المشاركين والمتبرعين، وليس للكنيس أي أهمية تاريخية ودينية نظرا لحداثته النسبية، وهو الكنيس الأساسي التي تقام فيه بعض الشعائر من وقت آخر سواء لأقلية اليهودية في مصر، أو اليهود الأجانب الموجودين في القاهرة.

## تاريخ المعبد
شيدته عائلة موصيري وآخرون عام 1903 إلى 1905، وقد تم تجديده بشكل كامل عام 1981 باسهامات من المليونير اليهودي نسيم جالعون، و«اتحاد السفارديم العالمي».
و تذخر مكتبته بنوادر المخطوطات التي جمعت من الكنس اليهودية المصرية المغلقة، وسميت: مكتبة التراث اليهودي، وافتتحها شيمون بيريز عام 1990.
وتم تجميع حوالي 75 ألف كتابا ومخطوطة كانت ساءت حالتها، وتم أرشفتها وترتيبها وضمها للمكتبة، ويعتبر الكنيس مزارا سياحيا.
كان من أواخر الحاخامات في هذا الكنيس حايم نحوم وفي 2008 احتفل بالذكرى المئوية لتأسيس الكنيس.

المعبد في شارع عدلي عام 1970

## إنظر أيضا
- يهود مصر